# Elvin Hayes
Elvin Ernest Hayes (Rayville, 17 november 1945) is een Amerikaans voormalig basketbalspeler en basketbalcoach. Hij speelde zestien seizoenen in de NBA, waarin hij in 1977/78 kampioen werd met de Washington Bullets. Hayes was in het seizoen 1968/69 de speler met de meeste punten en in zowel 1969/70 als 1973/74 de speler met de meeste rebounds in de NBA . Hij werd van 1969 tot en met 1980 twaalf keer achter elkaar verkozen voor de NBA All-Star Game. Op het moment dat hij stopte, was hij topscorer aller tijden van de Baltimore / Capital / Washington Bullets.

## Carrière
Hayes en Don Chaney waren in 1966 de eerste Afro-Amerikaanse spelers in het team van de University of Houston, de Houston Cougars. Via de NBA Draft van 1968 werd hij ingelijfd bij zijn eerste NBA-team, de San Diego Rockets (vanaf 1971 de Houston Rockets). In zijn eerste jaar in het team maakte hij 54 punten tijdens een wedstrijd tegen de Detroit Pistons op 13 november 1968, een persoonlijk record dat hij nooit meer verbrak. Tijdens zijn tweede seizoen werd hij met 2327 punten topscorer van de NBA.
De Rockets ruilden Hayes in 1972 met Jack Marin van de Baltimore Bullets. Hier werd hij een teamgenoot van onder anderen Wes Unseld, die later net als hij in de Basketball Hall of Fame werd opgenomen. Samen bereikten ze in zowel 1974/75, 1977/78 als 1978/79 de NBA-finale met hum teamgenoten (als Washington Bullets). De eerste keer was Golden State Warriors met 0-4 de betere. Met een 4-3 overwinning in de serie tegen Seattle SuperSonics werd Hayes in 1978 NBA-kampioen. Seattle was een jaar later opnieuw de tegenstander in de NBA-finale, maar won ditmaal (1-4).
Hayes keerde in 1981 terug naar de Houston Rockets, waar hij in 1984 zijn carrière beëindigde. Toen hij stopte was hij met 27.313 punten de topscorer aller tijden van de Bullets en de nummer drie aller tijden in het totaal aantal rebounds in de NBA (16.279), achter Wilt Chamberlain en Bill Russell.
10 Dandridge · 
11 Hayes · 
14 Henderson · 
15 Johnson · 
20 Walker · 
25 Kupchak · 
32 Wright · 
35 Grevey · 
41 Unseld · 
42 Ballard · 
44 Pace · 
45 Chenier · 
Coach Motta